# Fred Kämmerer

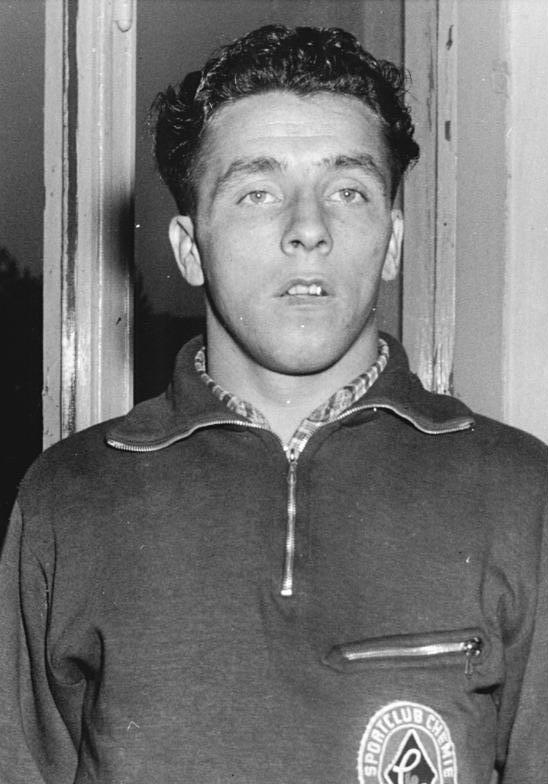
Fred Kämmerer 1956

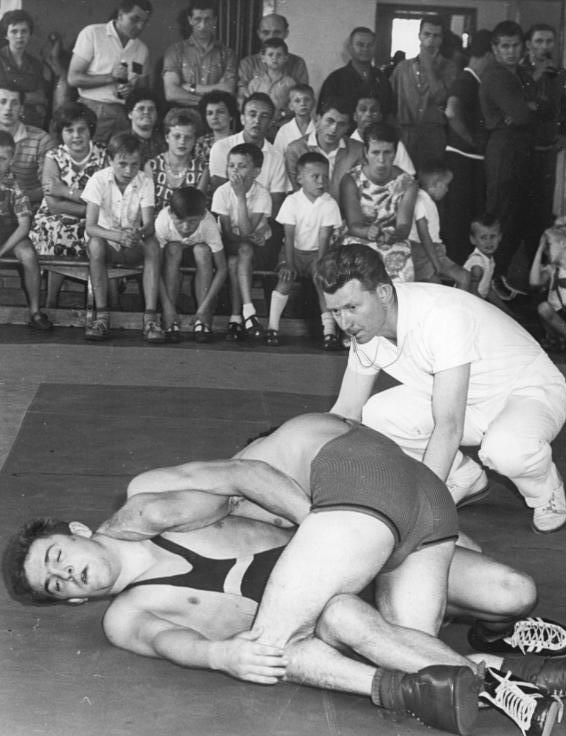
Kämmerer im Duell mit Schaarschmidt (unten) bei der DM 1963

Fred Kämmerer (* 10. Januar 1931 in Obergreislau) ist ein ehemaliger deutscher Ringer.

## Werdegang
Fred Kämmerer wuchs in Braunsbedra bei Merseburg auf und begann als Jugendlicher mit dem Turnen, wechselte aber später zum Ringen. Ehe er größere Erfolge erringen konnte erlitt er im Jahre 1951 einen schweren Arbeitsunfall, bei dem er den linken Vorfuß verlor. Trotz dieses enormen Handicaps unter dem natürlich seine Standfestigkeit litt, ließ sich Fred Kämmerer nicht unterkriegen und rang nach seiner Genesung mit einem Spezialschuh beim SC Chemie Halle-Leuna bzw. SC Chemie Halle weiter.
1954 zeigten sich die ersten Erfolge seiner Zähigkeit und seines Kampfeswillen. Er wurde DDR-Meister im freien Stil im Bantamgewicht. Im Laufe seiner weiteren Karriere errang er bis 1963 noch weitere zehn DDR-Meisterschaften im freien Stil und im griech.-röm. Stil im Bantam- bzw. Federgewicht. Ab 1962 startete Fred Kämmerer für Aktivist Geiseltal-Mitte.
Die internationale Ringerkarriere von Fred Kämmerer begann 1956. In jenem Jahr fanden in Melbourne die Olympischen Spiele statt. Dazu wurde eine gesamtdeutsche Mannschaft entsandt. Im Ringen fanden dazu keinerlei Ausscheidungen zwischen den Ringern aus der Bundesrepublik Deutschland und der DDR statt. Die Verbandsfunktionäre beider Staaten nominierten mehr oder weniger nach Gutdünken fünf Ringer, zwei aus der Bundesrepublik und drei aus der DDR für diese Spiele. Zu den Glücklichen, die nominiert wurden, gehörte auch Fred Kämmerer. Fred Kämmerer erfüllte in Melbourne die in ihn gesetzten Hoffnungen voll und ganz. Zwar gelang es ihm nicht eine Medaille zu gewinnen, aber mit Platz 5 im griech.-röm. Stil und Platz 6 im freien Stil, jeweils im Bantamgewicht, schnitt er hervorragend ab. Im freien Stil hatte er dabei das Pech nach zwei Punktsiegen auf den absoluten Olympiafavoriten Mustafa Dagistanli aus der Türkei zu treffen, von dem er geschultert wurde und deshalb wegen des Erreichens von 5 Fehlerpunkten schon mit einer Niederlage ausscheiden musste. Er hatte seine Nominierung aber auf alle Fälle gerechtfertigt.
Im Jahre 1959 wurde er auch bei den Weltmeisterschaften im freien Stil in Teheran im Bantamgewicht eingesetzt. Er kam dort aber zu keinem Sieg und landete unter 11 Teilnehmern auf dem 10. Platz. 1960 startete bei den Olympischen Spielen in Rom wieder eine gesamtdeutsche Mannschaft. Dieses Mal fanden aber Qualifikationswettkämpfe zwischen den Ringern der Bundesrepublik Deutschland und der DDR statt. Fred Kämmerer startete dabei im freien Stil im Bantamgewicht und setzte sich überlegen vor Ewald Tauer aus München-Neuaubing, Jürgen Reidel aus Leipzig und Klaus Scherer aus Heusweiler durch. In Rom besiegte er u. a. den starken Schweden Edvin Vesterby. Mit zwei Siegen und zwei Niederlagen erreichte er schließlich den 4. Platz.
In den Jahren 1961 und 1962 konnte Fred Kämmerer bei den Weltmeisterschaften in Yokohama bzw. Toledo/USA nicht an den Start gehen, weil die DDR aus finanziellen Gründen keine Mannschaft dorthin entsandte.
Im Jahre 1963 war er aber bei den Weltmeisterschaften in Sofia wieder dabei. Er startete im freien Stil im Federgewicht und erreichte mit einem Sieg den 12. Platz.
In Sofia vereinbarte Fred Kämmerer mit Ringern und Funktionären des KSV Efferen bei Köln seine Flucht aus der DDR. Diese erfolgte am 4. August 1963 in einem frisierten Kleinbus des KSV Efferen, mit dem Ringer des KSV Effern in Leipzig weilten und am Turn- und Sportfest der DDR teilgenommen hatten. Mit Fred Kämmerer floh auch seine Frau und sein neunjähriger Sohn in den Westen. Fred Kämmerer ließ sich in Efferen nieder, arbeitete dort als Tankwart und setzte seine Ringerkarriere beim KSV Efferen fort. Er wurde in den Jahren 1964 und 1965 jeweils deutscher Vizemeister im Federgewicht im freien Stil. Für die Olympischen Spiele 1964 in Tokio konnte er sich aber nicht mehr qualifizieren.
Später war Fred Kämmerer in Efferen auch als Trainer beim KSV tätig.

## Internationale Erfolge
(OS = Olympische Spiele, WM = Weltmeisterschaften, F = freier Stil, GR = griech.-röm. Stil, Ba = Bantamgewicht, Fe = Federgewicht, damals bis 57 kg bzw. 62 kg Körpergewicht)
- 1956, 1. Platz, Deutsches Turn- u. Sportfest der DDR in Leipzig, F, Fe, vor Erwin Vesper, Leipzig u. Manfred Heinburg, Magdeburg
- 1956, 3. Platz, Turnier in Budapest, F, Ba, hinter Gocur, Türkei u. Fuczek, Ungarn
- 1956, 6. Platz, OS in Melbourne, F, Ba, mit Siegen über Adolfo Diaz, Argentinien u. T. Pandey, Indien u. einer Niederlage gegen Mustafa Dagistanli, Türkei
- 1956, 5. Platz, OS in Melbourne, GR, Ba, mit Siegen über Franz Brunner, Österreich u. Kent Townly, USA u. Niederlagen gegen Francisc Horvath, Rumänien und Konstantin Grigorjewitsch Wyrupajew, UdSSR
- 1957, 1. Platz, Turnier in Jena, F, Ba, vor Fuczek u. Joachim Grohmann, DDR
- 1958, 10. Platz, Welt-Cup in Sofia, F, Ba, Sieger: Hüseyin Akbaş, Türkei vor Waltschew, Bulgarien u. Michail Schawow, UdSSR
- 1959, 10. Platz, WM in Teheran, F, Ba, nach Niederlagen gegen Shaaban Babaowladi, Iran u. Tadashi Asai, Japan
- 1960, 4. Platz, OS in Rom, F, Ba, mit Siegen über Eduardo Campbell, Panama u. Edvin Vesterby, Schweden u. Niederlagen gegen Michail Schawow u. Tadeusz Trojanowski, Polen
- 1962, 2. Platz, Turnier in Aue, F, Ba, hinter Wasile, Rumänien u. vor Karl-Heinz Gorny, DDR
- 1962, 1. Platz, "Werner-Seelenbinder"-Turnier in Leipzig, F, Fe, vor Anatoli Timoschin, UdSSR u. Jürgen Reidel, DDR
- 1963, 12. Platz, WM in Sofia, F, Fe, mit einem Sieg über Joseph van Havere, Belgien u. Niederlagen gegen Ramis Tefikow, Jugoslawien u. Stancho Kolew Iwanow, Bulgarien

## DDR-Meisterschaften
- 1954, 1. Platz, F, Ba
- 1955, 1. Platz, F, Ba
- 1955, 1. Platz, GR, Fe
- 1956, 1. Platz, F, Fe, vor Rolf Puggel, Markneukirchen u. Erwin Vesper, SC Lokomotive Leipzig
- 1957, 1. Platz, F, Fe
- 1958, 1. Platz, F, Fe, vor Donat, SC Lok Leipzig u. Gawehnus, Neubrandenburg
- 1959, 1. Platz, F, Fe, vor Christian Luschnig, SC Motor Jena u. H. Kramer, Chemie Meißen
- 1960, 1. Platz, F, Ba, vor Jürgen Reidel, SC Lok Leipzig u. Voigt, Wismut Aue
- 1961, 1. Platz, F, Fe, vor Kraus u. Metka, bde, Neubrandenburg
- 1961, 3. Platz, GR, Fe, hinter Werner Heppner, ASK Vorwärts Rostock u. Lothar Schneider, SC Lok Leipzig
- 1962, 1. Platz, F, Fe, vor Lothar Schneider u. Metka
- 1963, 1. Platz, F, Fe, vor Christian Luschnig u. Jürgen Schaarschmidt, SC Leipzig

## Deutsche Meisterschaften
- 1964, 2. Platz, F, Fe, hinter Reiner Schilling, ASV Nendingen u. vor Fritz Fischer, AV Freiburg-St.Georgen
- 1965, 2. Platz, F, Fe, hinter Fritz Schrader, KSV Witten u. vor Heinz Gebhardt, ASV Hof

## Olympiaausscheidung
- 1960, 1. Platz, F, Ba, vor Ewald Tauer, ESV Sportfreunde Neuaubing, Jürgen Reidel u. Klaus Scherer, ASV Heusweiler